# Ceratophyllus hirundinis
Ceratophyllus hirundinis är en loppart som först beskrevs av Curtis 1826.  Ceratophyllus hirundinis ingår i släktet Ceratophyllus och familjen fågelloppor. Inga underarter finns listade i Catalogue of Life.